# 李皇后 (北燕)
李皇后（4世纪—409年），北燕开国君主惠懿帝高云的皇后。
正始元年（407年）七月，高云夺取了其养父慕容宝的弟弟后燕昭文帝慕容熙的皇位，自称大燕天王，正始二年（408年）正月，立妻子李氏为后。史书没有明确太子高彭城是否是李皇后所生。正始三年（409年）十月十三，高云被杀，国内大乱，李皇后也被乱军所杀。次年，新君冯跋以皇家礼制，将高云和李皇后安葬。